# Покарання
Покара́ння може означати:
1. Особлива міра виховання.
2. Захід юридичної відповідальності.
3. Розплата за якісь нерозважливі вчинки.